# Баукау (район)
Баукау (порт. Baucau, тетум Baukau) — один з 13 районів Східного Тимору. Розташований в північно-східній частині країни. Межує з районами Лаутен (на сході), Вікеке (на півдні) і Манатуту (на заході). На півночі омивається водами протоки Ветар. Площа території району становить 1507,95 км². Адміністративний центр — місто Баукау.

## Населення
Населення району за даними на 2010 рік становить 111 694 особи; для порівняння, в 2004 році воно налічувало 100 326 осіб. Щільність населення становить 74,07 чол./км². Середній вік населення — 18,5 років. У період з 1990 по 2004 роки середній щорічний приріст населення становив 1,07 %. За даними на 2002 рік дитяча смертність в районі Баукау склала 89 на 1000 немовлят (для порівняння у 1996 році — 111), в районі Келікай — 108 (141), в Венілале — 114 (135), в Багія — 122 (167), в Лага — 136 (155) та в Вемасі — 147 (139). В середньому по країні цей показник становить 98 на 1000 немовлят.
63 % населення району говорить мовою макасаї; 17 % — на каваїміна; 7,7 % — на мідікі та 8,5 % — мовою тетум (як рідною). Поширені також деякі інші мови і діалекти. 48,3 % населення володіє мовою тетум як другою; 43,4 % володіє індонезійською і 22,6 % володіє португальською. Рівень неписьменності становить 52,9 % (56,4 % у жінок і 49,4 % у чоловіків).
За даними на 2004 рік 98,3 % населення району є католиками; 0,6 % — протестантами; 0,3 % — послідовниками традиційних анімістичних вірувань і 0,2 % — мусульманами.

## Адміністративний поділ

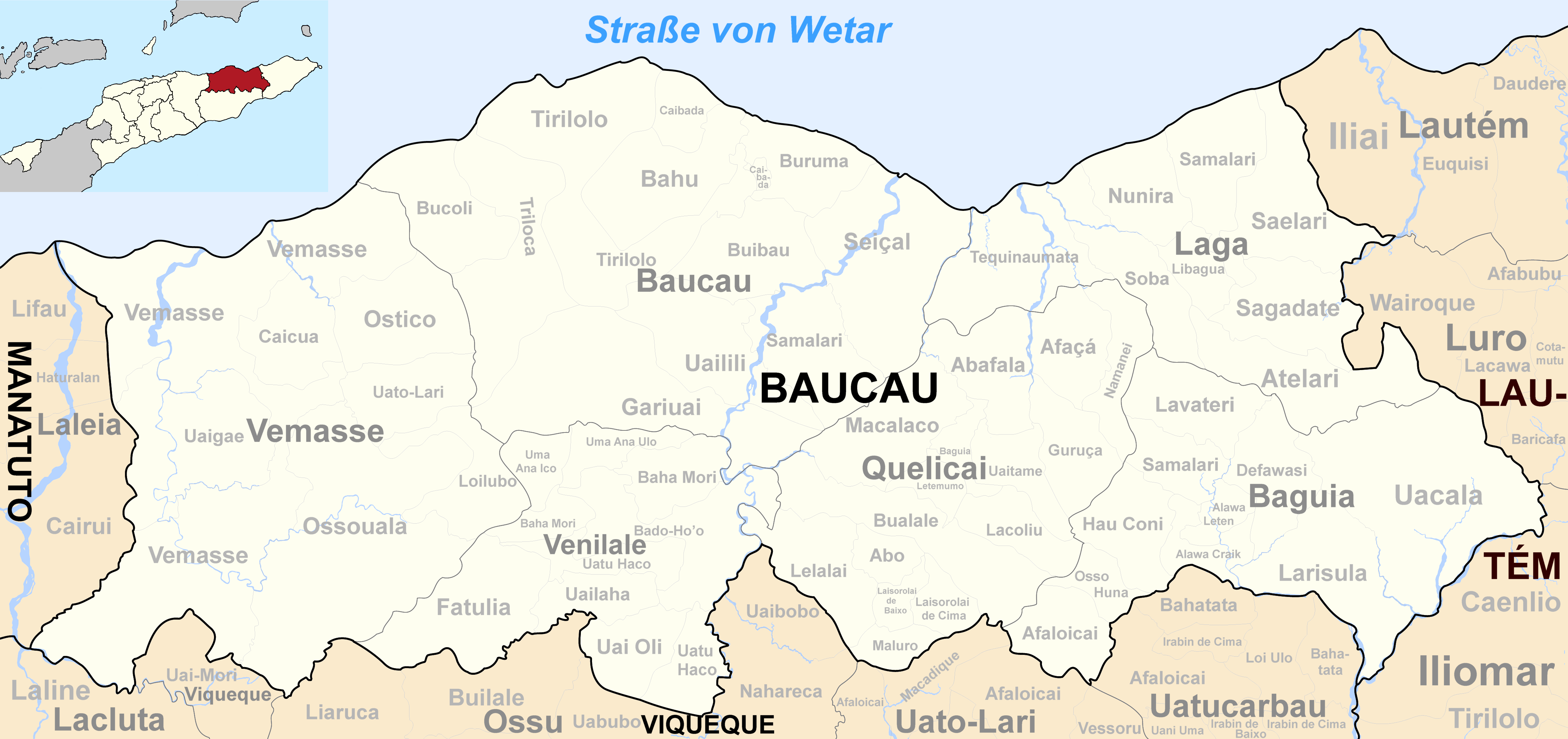
Адміністративний поділ району

В адміністративному відношенні поділяється на 6 підрайонів:
| Підрайон | Населення, чол. (2010) | Площа, км² |
| -------- | ---------------------- | ---------- |
| Багія    | 9465                   | 213,99     |
| Баукау   | 46 500                 | 369,53     |
| Лага     | 14 432                 | 191,99     |
| Келікай  | 16 747                 | 206,46     |
| Вемасе   | 9008                   | 374,62     |
| Венілале | 15 542                 | 151,37     |

## Економіка
Економіка району базується на сільському господарстві, основними продуктами якого є: кукурудза, рис, маніок, кокосовий горіх, кава, арахіс, боби та ін. Розвинене тваринництво (головним чином кури, свині, вівці і кози). Велика рогата худоба грає досить незначну роль. На узбережжі поширене рибальство, однак воно розвинене досить обмежено.

## Транспорт
За 6,5 км на захід від міста Баукау розташований аеропорт Баукау. Він має найдовшу в країні злітно-посадкову смугу і може приймати великі літаки, тоді як аеропорт міста Ділі приймає лише невеликі судна, такі як Боїнг 737. Проте, сьогодні цей аеропорт використовується тільки для військових і деяких інших цілей і не приймає регулярні пасажирські рейси.

## Галерея

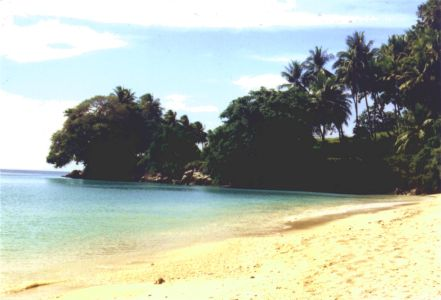
Пляж в Баукау
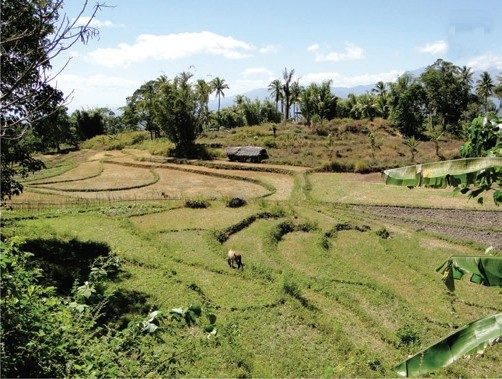
Рисові поля в району Баукау
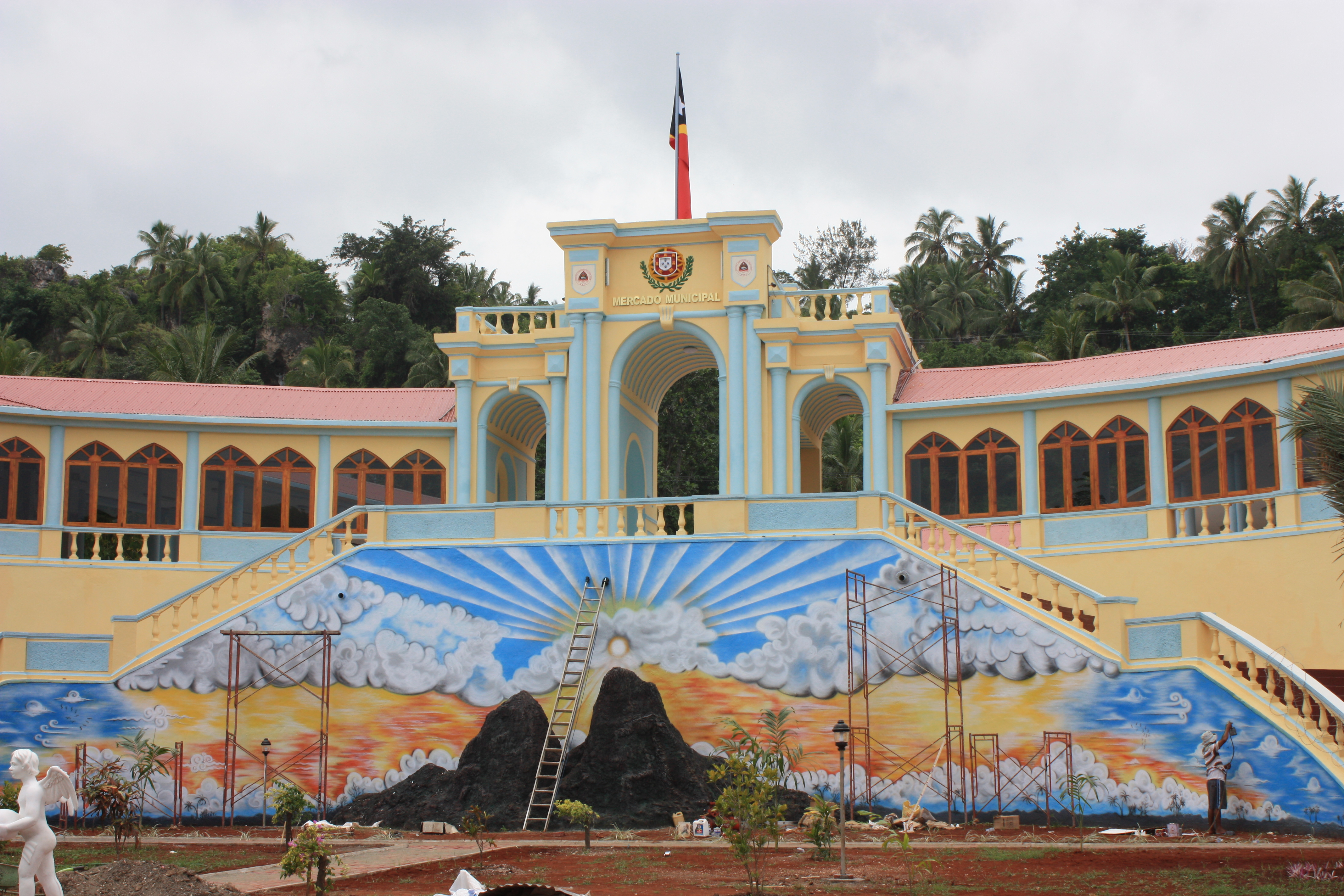
Старий ринок в місті Баукау
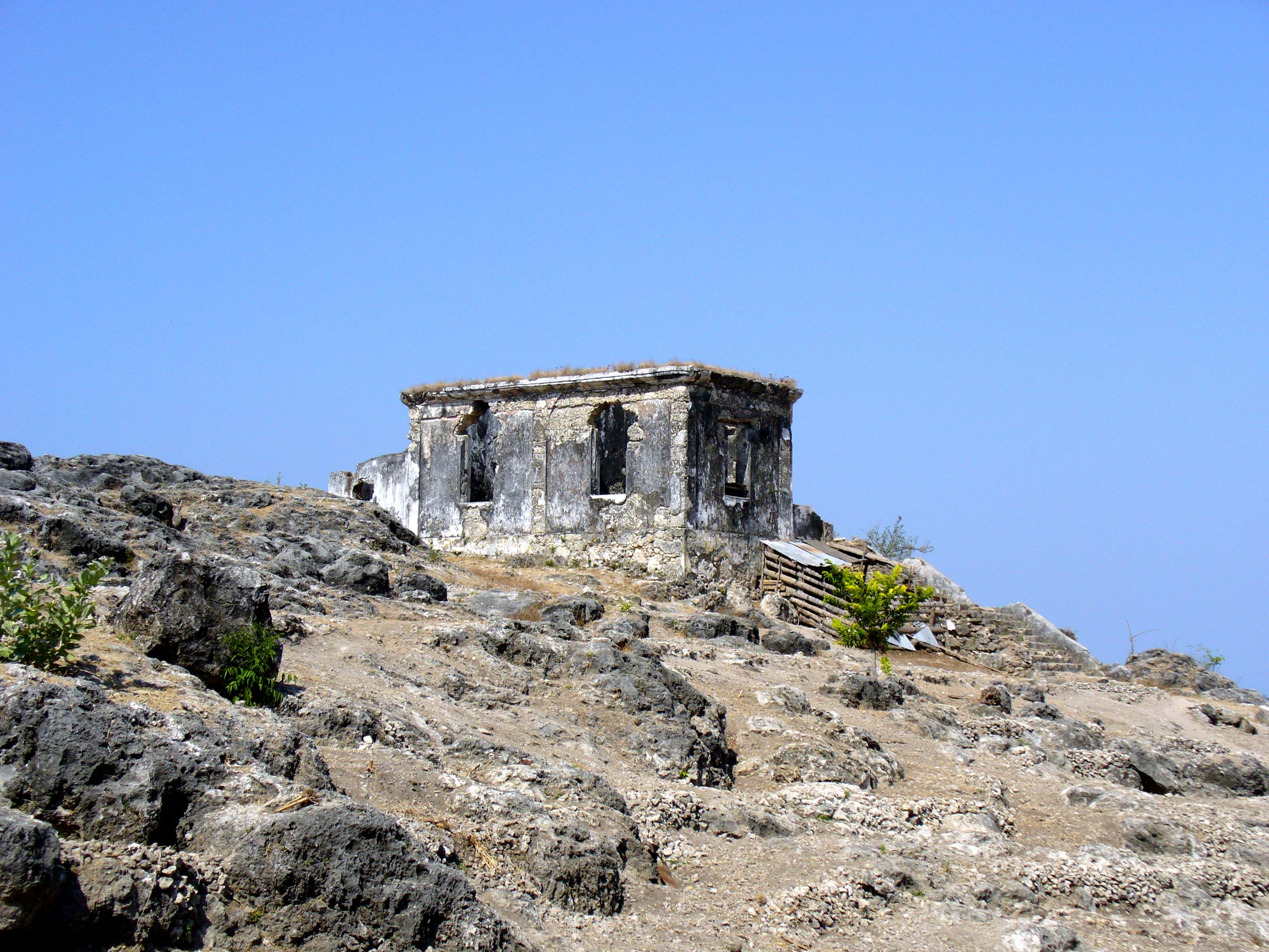
Залишки колоніальної споруди